# El Almendro
El Almendro es un municipio de la provincia de Huelva (Andalucía, España). Forma parte de la comarca del Andévalo. El municipio cuenta con una población de 858 habitantes (INE 2024). Su extensión superficial es de 171 km² y tiene una densidad de 4,9 hab/km². Se encuentra situado a una altitud de 229 metros y a 47 km de la capital de provincia, Huelva.

## Demografía
El Almendro cuenta con una población de 858 habitantes (INE 2024).
| Gráfica de evolución demográfica de El Almendro entre 1842 y 2021                                                   |
| |
| Población de derecho según los censos de población del INE Población de hecho según los censos de población del INE |

Se encuentra contiguo al casco urbano de Villanueva de los Castillejos y conjuntamente en 2011, contaban con una población de 3560 habitantes, 2690 por parte de la localidad de Villanueva de los Castillejos y 870 de El Almendro, lo que los convertirían en la segunda agrupación urbana más poblada del Andévalo, siendo mayor únicamente Valverde del Camino, puesto que aunque Alosno y Calañas tienen más habitantes en sus municipios, la población está repartida en distintas entidades de población y no alcanzan en su núcleo principal los 3000 habitantes.
Número de habitantes en los últimos años para el municipio de El Almendro:
| 862                       | 880 | 874 | 864 | 851 | 823 | 841 | 834 | 831 | 847 | 845 | 860 | 867 | 879 | 870 | 859 | 847 | 846 | 829 | 848 |
| (Fuente: INE [Consultar]) |     |     |     |     |     |     |     |     |     |     |     |     |     |     |     |     |     |     |     |

A 1 de enero de 2015 la población del municipio ascendía a 829 habitantes, 436 hombres y 393 mujeres.

## Monumentos
- Iglesia de Guadalupe, siglo XVIII
- Molinos de Viento, siglo XVIII
- Casas del siglo XVIII en el entorno de la iglesia
- Ermita de Piedras Albas, siglo XVIII
- Monumento Natural Peña Maya, declarado bien de interés cultural.